# Death Magnetic
A Death Magnetic a Metallica kilencedik stúdióalbuma, amely 2008 szeptember 12-én jelent meg, öt évvel a legutóbbi St. Anger című nagylemez után.
Ez az első lemez, amelyen Robert Trujillo játszik basszusgitáron és amelynek producere Rick Rubin. Ráadásul ez a lemez már nem a korábbi kiadónál, az Elektra Records-nál jelent meg, hanem a Warner Bros. Records-nál. Az album első helyen debütált a Billboard 200-on és még öt országban lett első helyezett.

## Album cím
Az album címéről James Hetfield, a Metallica frontembere a következőt nyilatkozta:
A zenei világnak van egy sor halottja, akiket a rock'n'roll mártírjainak is nevezhetünk. Tudod, Bon Scott, Layne Staley, Phil Lynott… Egy rakás ember, aki elbukott menet közben, és valahogy nekik akartunk ezzel emléket állítani. Vannak emberek, akiket nem lehet megállítani ezen a lejtőn, egyszerűen vonzza őket a halál, mint egy mágnes. Sokan eleve kerülik a halál témakörét, pedig mindannyian elmegyünk egyszer. De van egy másik aspektus is. Több dalban is előkerülnek halálközeli élmények, és úgy vesszük, hogy a Metallica is közel járt a véghez, a halálhoz.

## Dalok
Az összes számot James Hetfield, Kirk Hammett, Robert Trujillo és Lars Ulrich írta és szerezte:
1. "That Was Just Your Life" – 7:08
2. "The End Of The Line" – 7:52
3. "Broken, Beat & Scarred" – 6:25
4. "The Day That Never Comes" – 7:56
5. "All Nightmare Long" – 7:57
6. "Cyanide" – 6:39
7. "The Unforgiven III" – 7:46
8. "The Judas Kiss" – 8:00
9. "Suicide & Redemption" – 9:57
10. "My Apocalypse" – 5:01

## Közreműködők
Metallica
- James Hetfield – ének, gitár
- Lars Ulrich – dob
- Kirk Hammett – gitár, háttérvokál
- Robert Trujillo – basszusgitár, háttérvokál
- Rick Rubin – producer

Production
- Rick Rubin – producer
- Ted Jensen – mastering
- Greg Fidelman – mixing

## Fogadtatás
A Death Magnetic mind kritikai, mind üzleti értelemben sikeresnek bizonyult: az album a megjelenést követő héten több mint 20 országban az eladási listák élére került. Az Egyesült Államokban a Billboard lista élén nyitott, miután három nap alatt 490 000 példányt adtak el belőle – ennél jobban csak a Load teljesített a Metallica történetében a megjelenést követő napokban. Több kritika is úgy értelmezte az albumot, hogy ez az album – a sok vitát kiváltó Load/Reload és St. Anger után – visszatérést jelent a Metallica 1980-as évekbeli zenei világához.

## Viták a hangzásról
Bár a Death Magnetic fogadtatása többnyire igen pozitív volt, a megjelenést követően számos kritika érte a lemez hangzását és Rick Rubin producer munkáját: többnyire túlvezéreltnek tartják az albumot. A túl hangosra kevert felvételből eltűnt a dinamika, és jól hallhatóan torz a hangzás. Ennek oka az 1990-es években kezdődött "loudness war" nevű folyamat; a hangmérnökök egyre hangosabbra keverték a lemezeket, hogy nehogy alulmaradjanak a hangerőversenyben – ez történt a Metallica lemezével is. Emiatt a rajongók online petíciót  kezdeményeztek, hogy keverjék újra az albumot. A kritikusok szerint egyébként az album a Guitar Hero: Metallica-ban szereplő változata sokkal jobban szól, mint a CD-n megjelent verzió. Egy ismeretlen hangmérnök egyébként a játékban szereplő hangsávokból elkészítette a Broken, Beat & Scarred "újrakevert" változatát.

## A Death Magnetic élőben
A Metallica 2006-os turnéján két, akkor még cím nélküli számot játszottak az akkor készülő albumról. Végül azonban sem a "New song", sem az "Other new song" nem került fel a Death Magneticre, bár előbbiből több részletet is felhasználtak az albumon, többek közt a The End Of The Line című dalban. 2008 augusztus 9-én Dallasban, az Ozzfesten játszották az első, az albumra is felkerült új számot, a Cyanide-ot, majd két héttel később Leedsben pedig az album első klipnótáját, a The Day That Never Comes-t is hallhatta a közönség. 2008. szeptember 12-én Berlinben a lemez megjelenése alkalmából tartott koncerten ezek mellett még 3 új dal hangzott el: a That Was Just Your Life, a The End Of The Line, és a Broken, Beat & Scarred.